# Kening fan ‘e Greide
Kening fan ‘e Greide is een in Friesland geworteld burgerinitiatief dat zich inzet voor het behoud van het weidelandschap, de identiteit van de daarmee verbonden regio en de daar levende dieren en planten, in het bijzonder de weidevogels als de grutto. 

## Ontstaan en samenstelling
Het initiatief ontstond in 2012 uit bezorgdheid over de toekomst van het weidelandschap. Daarbij ging het niet alleen om flora en fauna maar ook om de identiteit, cultuur en taal van de regio en de bewoners. Onder de initiatiefnemers waren natuurbeschermers, kunstenaars, wetenschappers, docenten, en werknemers uit de agrische sector. Belangrijke gangmakers waren de ecoloog Theunis Piersma en de componist/muzikant Sytze Pruiksma.
Doel is te komen tot een landschap waarin "een gezond en renderend boerenbedrijf hand in hand" gaat "met natuur, biodiversiteit en genietende mensen".
Als symbool voor deze in de ogen van het initiatief ongewenste ontwikkelingen koos men de grutto, die in Nederland afhankelijk is van weidegebieden. In de vooral voor productie ingerichte landschappen overleven jonge grutto's vaak niet, reden om deze vogelsoort tot symbool te kiezen voor Kening fan ‘e Greide.

## Activiteiten
Het burgerinitiatief organiseert verschillende culturele activiteiten, zoals toneelvoorstellingen en onder meer discussiebijeenkomsten en zogenaamde living labs gericht op een natuurinclusieve landbouw. In 2018 was er bijvoorbeeld het grote muziektheaterstuk Conference of the Birds, in het kader van Leeuwarden-Fryslân 2018.

## Partners
Het initiatief heeft diverse partners, waaronder de Bond van Friese Vogelbeschermingswachten. Natuur en Milieufederatie Friesland, de Rijksuniversiteit Groningen,  Landschapsbeheer Friesland, Natuurmonumenten, Provincie Friesland, Oxfam Novib, BWH ontwerpers en  Wereldnatuurfonds.